# Replikacja DNA
Replikacja DNA − proces, w którym podwójna nić DNA (podwójna helisa) ulega skopiowaniu (proces samoodtwarzania się DNA). 
Replikacja jest semikonserwatywna (półzachowawcza): w każdej z dwóch uzyskanych podwójnych nici DNA będzie jedna nić macierzysta i jedna nowa. Nie licząc niewielkiego prawdopodobieństwa (mniej więcej jeden błąd na 109 nukleotydów; dla porównania błąd transkrypcji wynosi 1 na 104) wystąpienia błędu, obie cząsteczki DNA będą identyczne. Proces ten zachodzi podczas interfazy (w fazie S).

## Substraty i enzymy
Replikacja jest procesem endoenergetycznym. Substraty stanowią: 
- matryca DNA[1]
- trifosforany deoksyrybonukleotydów (dNTP) – budulec nowej nici DNA
- ATP/CTP/GTP – źródło energii dla helikaz.

W procesie tym bierze udział wiele enzymów, między innymi: 
- topoizomeraza – wprowadza lub usuwa skręty z podwójnej nici DNA przez przerywanie i ponowne łączenie jednej lub obu nici[3]
- helikazy – rozrywają wiązania wodorowe między nićmi matrycowego DNA, rozkręcając helisę i umożliwiając rozpoczęcie procesu replikacji[3]
- prymaza – syntetyzuje starter[3]
- polimerazy DNA – katalizują reakcję łączenia się kolejnych nukleotydów w łańcuch polinukleotydowy komplementarny do matrycy pojedynczej nici DNA[3]
- egzonukleaza – usuwa startery RNA z nici
- ligaza DNA – uzupełnia brakujące wiązania fosfodiestrowe w szkielecie nowo zsyntetyzowanej nici DNA[3]
- enzymy pomocnicze.

## Mechanizm
Zasady replikacji są podobne u wszystkich organizmów, przy czym największe różnice występują między bakteriami z jednej strony, a archeonami i eukariontami z drugiej.
U bakterii replikacja zaczyna się w ustalonym miejscu i postępuje bardzo szybko, z prędkością rzędu 1000 nukleotydów na sekundę. U eukariotów replikacja jest znacznie wolniejsza, ok. 50 nukleotydów na sekundę, jednak zachodzi równocześnie w wielu miejscach.
Polimeraza DNA działa jedynie w kierunku od końca 3' do końca 5' (czyli syntetyzuje nową nić w kierunku od 5' do 3'). Z tego powodu jedna z nici jest syntezowana w sposób ciągły, druga (ta, która musi być syntezowana w przeciwną stronę) fragmentami (tzw. fragmenty Okazaki).

Schemat replikacji DNA

## Przebieg replikacji DNA

### Szczegóły procesu
Kopiowanie podwójnej helisy DNA jest procesem złożonym. Proces dzieli się na fazy inicjacji, elongacji (wydłużania) i terminacji.

#### Inicjacja
W kolistych cząsteczkach DNA replikacja rozpoczyna się zawsze w tych samych miejscach inicjacji, o długości ok. 200–300 par nukleotydów. Miejsce to oznacza się skrótem ori (od ang. origins of replication). W liniowych chromosomach aktywnych przebiegać może wiele (tysiące) jednoczesnych procesów replikacji. Miejsca cząsteczek DNA, w których zachodzi replikacja, noszą nazwę replikonów (jednostka replikacji, zawiera miejsce rozpoczęcia i zakończenia procesu oraz wszystkie sekwencje fizyczne do niego przylegające, które są pod jego kontrolą i replikują razem z nim). Podwójna helisa DNA ulega rozwijaniu (odwinięciu od nukleosomów) i odsuwaniu się od siebie, następuje jej rozplatanie pod wpływem katalizującego działania enzymów: helikazy oraz topoizomerazy. Aby replikacja przebiegła prawidłowo, podczas rozdzielenia obu nici nie może dojść do zaburzenia ich struktury podstawowej (I-rzędowej). Muszą także zostać spełnione następujące warunki:
- matryca DNA musi zostać dokładnie odczytana
- dostępna musi być odpowiednia ilość wolnych nukleotydów
- podczas procesu musi zostać zachowana komplementarność nici (reguła komplementarności zasad)[2].

Powstałe po inicjacji widełki replikacyjne przesuwają się wzdłuż powielanej nici DNA. Rozplecione nici DNA stanowią matryce, na których w sposób komplementarny będą syntetyzowane nowe łańcuchy DNA.

#### Elongacja
Jedna nić generowana jest w sposób ciągły zgodnie z kierunkiem przesuwania widełek replikacyjnych - jest to nić prowadząca (wiodąca). Druga nić jest tworzona fragmentarycznie w postaci krótkich fragmentów Okazaki w kierunku przeciwnym do ruchu widełek replikacyjnych. Każdy fragment Okazaki również zaczyna się od syntezy startera (krótkiego odcinka RNA), do którego dobudowywane są nukleotydy. Przyłączanie starterów do opóźnionej nici DNA jest katalizowane przez prymazę lub polimerazę DNA α. Następnie startery są wycinane a nowe fragmenty DNA łączone są w ciągłą nić (kierunek 5'→3'). Jest to nić opóźniona.
Wolne nukleotydy układają się wzdłuż wyjściowego łańcucha w specyficznym porządku uwarunkowanym możliwością powstania wiązań wodorowych. Między sąsiadującymi nukleotydami tworzą się wiązania fosfodiestrowe w wyniku działania ligazy DNA oraz przyłączenia grupy 3`-OH dezoksyrybozy do wiązania między wewnętrzną grupą fosforanową i dwoma zewnętrznymi grupami fosforanowymi sąsiedniego trójnukleotydu. W następstwie tego zewnętrzne grupy fosforanowe uwalniają się w postaci nieorganicznego pirofosforanu, który jest produktem ubocznym procesu. W ten sposób powstaje nowy łańcuch o szkielecie złożonym z reszt kwasu fosforowego i cukru (deoksyrybozy).

#### Terminacja
Terminacja replikacji następuje w momencie ukończenia procesów przebiegających jednocześnie w różnych miejscach replikujących się cząsteczek DNA. Do terminacji dochodzi, gdy widełki replikacyjne replikonu natkną się na specjalną sekwencję terminacyjną dodaną na końcu liniowego DNA (tzn. w telomerze chromosomu). Terminacja to końcowa faza replikacji, po której następują przemiany poreplikacyjne (np. metylacja zasad azotowych w specyficznych miejscach). 
U bakterii zakończenie replikacji następuje niemal automatycznie (po skopiowaniu całego kolistego DNA, który jest pojedynczym replikonem). U eukariotów miejsc replikacji (replikonów) jest wiele. Proces replikacji niekolistych (eukariotycznych) cząsteczek DNA wiąże się z problemem wolnych zakończeń powstających cząsteczek DNA. Zakończenia te, zwane telomerami, składają się z krótkich wielokrotnie powtórzonych sekwencji. Replikazy wydłużają jedynie istniejące już nici, nie są natomiast w stanie zsyntetyzować końcowych odcinków telomerów. W rezultacie odcinki te narażone są na regularne skracanie. Skracaniu temu zapobiega obecność telomerazy, która przeprowadza odwrotną transkrypcję tych odcinków, posługując się jako "matrycą" nie DNA, ale RNA, będącym częścią składową tego enzymu. Zapobiega to usunięciu znaczących fragmentów DNA.
 
Grupa białek rozwijających widełki replikacyjne to prymosomy.

## Różnice między grupami organizmów
Replikacja DNA u bakterii oraz archeonów i eukariontów (które prawie zawsze mają takie same mechanizmy przetwarzania informacji) różni się w istotny sposób. Nie wszystkie enzymy uczestniczące w tym procesie są uważane za homologiczne, co może sugerować, że u ich ostatniego uniwersalnego wspólnego przodka proces replikacji DNA był tylko częściowo wykształcony.